# Jag vet en hälsning mera kär
Jag vet en hälsning mera kär är en kort enstrofig psalm med text och ton av Erik Gustaf Geijer från 1837. Den bar ursprungligen rubriken "Första aftonen i det nya hemmet."

## Publicerad som
- Nr 617 i Nya psalmer 1921, tillägget till 1819 års psalmbok under rubriken "Det Kristliga Troslivet: Troslivet i hem och samhälle: Det kristna hemmet: Kristligt hemliv".
- Nr 772 i Sionstoner 1935 under rubriken "Bröllop".
- Nr 483 i 1937 års psalmbok under rubriken "Hemmet".
- Nr 242 i Frälsningsarméns sångbok 1968 under rubriken " Det Kristna Livet - Andakt och bön".